# Harpalus clientus
Harpalus clientus är en skalbaggsart som beskrevs av Thomas Casey. Harpalus clientus ingår i släktet Harpalus och familjen jordlöpare. Inga underarter finns listade i Catalogue of Life.